# Національний парк Шапада-дус-Веадейрус
Національний парк Шапада-дос-Веадейрус (порт. Parque Nacional da Chapada dos Veadeiros) — національний парк в бразильскому штаті Гояс, розташований на території плато Чапада-дос-Веадейрус вікоб близько 1,8 млрд років. Парк був заснований в 1961 році президентом Жуселіну Кубічеком, і з 2001 року внесений до списку Світової спадщини ЮНЕСКО.
В парку мешкають багато видів, що знаходяться під загрозою, наприклад гривастий вовк, капібара, рея та інші.

## Галерея

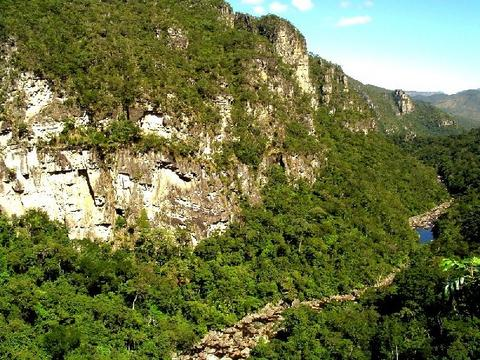
Рослинність і ландшафт парку
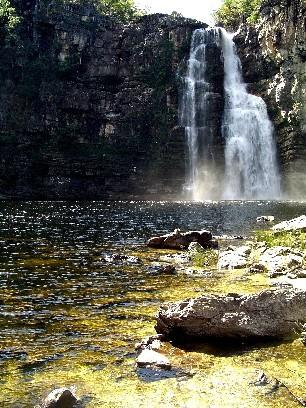
Водоспад
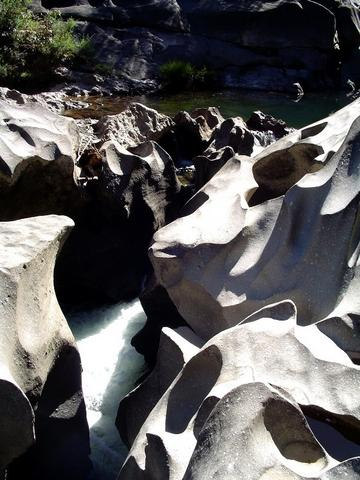
Долина Місяця (Vale da Lua)
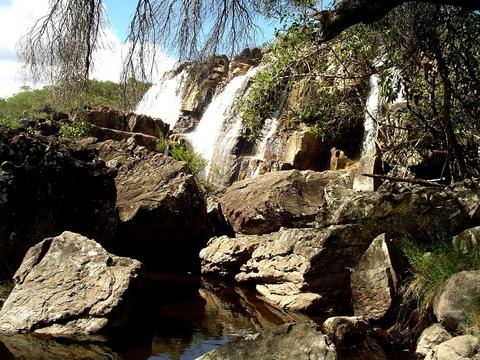
Водоспад

## Виноски
1. ↑  Pinto, Fernanda Iema. Chapada dos Veadeiros (Portuguese) . Folha Online. Процитовано 19 лютого 2007.